# Street Hawk (videojuego)
Street Hawk es un videojuego desarrollado por Ocean Software para ordenadores de 8 bits basado en la serie de televisión El Halcón Callejero.